# San Siro (Como)
San Siro – miejscowość i gmina we Włoszech, w regionie Lombardia, w prowincji Como. Powstała w 1999 z połączenia miejscowości Santa Maria Rezzonico i Sant’Abbondio.
31 grudnia 2004 gminę zamieszkiwało 1826 osób, a obszar liczył 18,55 km².

## Santa Maria Rezzonico
W roku 2004 tereny dawnej gminy Santa Maria Rezzonico zamieszkiwało 1078 osób, a gęstość zaludnienia wynosiła 98 os./km².

## Sant’Abbondio
W roku 2004 tereny dawnej gminy Sant’Abbondio zamieszkiwało 777 osób, a gęstość zaludnienia wynosiła 111 os./km².